# Lauren Sánchez
Lauren Wendy Sánchez (nascida em 19 de dezembro de 1969) é uma personalidade da mídia americana que ganhou fama como repórter de entretenimento e âncora de notícias. Ela foi apresentadora convidada do The View, co-apresentadora do Good Day LA da KTTV Fox 11 e âncora do Fox 11 News at Ten, e âncora e correspondente especial do Extra. Sánchez também tem contribuído regularmente em programas como Larry King Live, The Joy Behar Show e Showbiz Tonight. 

## Vida pessoal
Lauren Wendy Sánchez nasceu em uma família mexicano-americana de segunda geração em Albuquerque, Novo México.  Sánchez tem um filho de seu relacionamento com o ex-tight end da NFL Tony Gonzalez.  Em agosto de 2005, ela se casou com Patrick Whitesell, agente de Hollywood e sócio fundador da agência de talentos Endeavor. Sánchez tem um filho e uma filha com Whitesell.
Em 2018, Sánchez teve um caso extraconjugal com o empresário e fundador da Amazon, Jeff Bezos, enquanto ambos eram casados, levando ao divórcio de sua esposa MacKenzie, com quem estava casado há 25 anos, antes de fundar a Amazon. Isso acabou levando ao seu divórcio de Whitesell. 
Em fevereiro de 2019, Bezos publicou uma postagem de blog alegando que a editora do National Enquirer, American Media, Inc., havia tentado chantagem e extorsão em conexão com o suposto caso de Bezos com Sánchez.  Em abril de 2019, Sánchez e Whitesell pediram divórcio,  que foi finalizado em outubro daquele ano.  Em 2020, Sánchez era comumente descrita como namorada de Bezos.    Em 22 de maio de 2023, Sánchez e Bezos ficaram noivos. Eles se casaram em Veneza em 27 de junho de 2025.